# Coryne brachiata
Coryne brachiata is een hydroïdpoliep uit de familie Corynidae. De poliep komt uit het geslacht Coryne. Coryne brachiata werd in 1901 voor het eerst wetenschappelijk beschreven door Nutting. 